# Butendiek

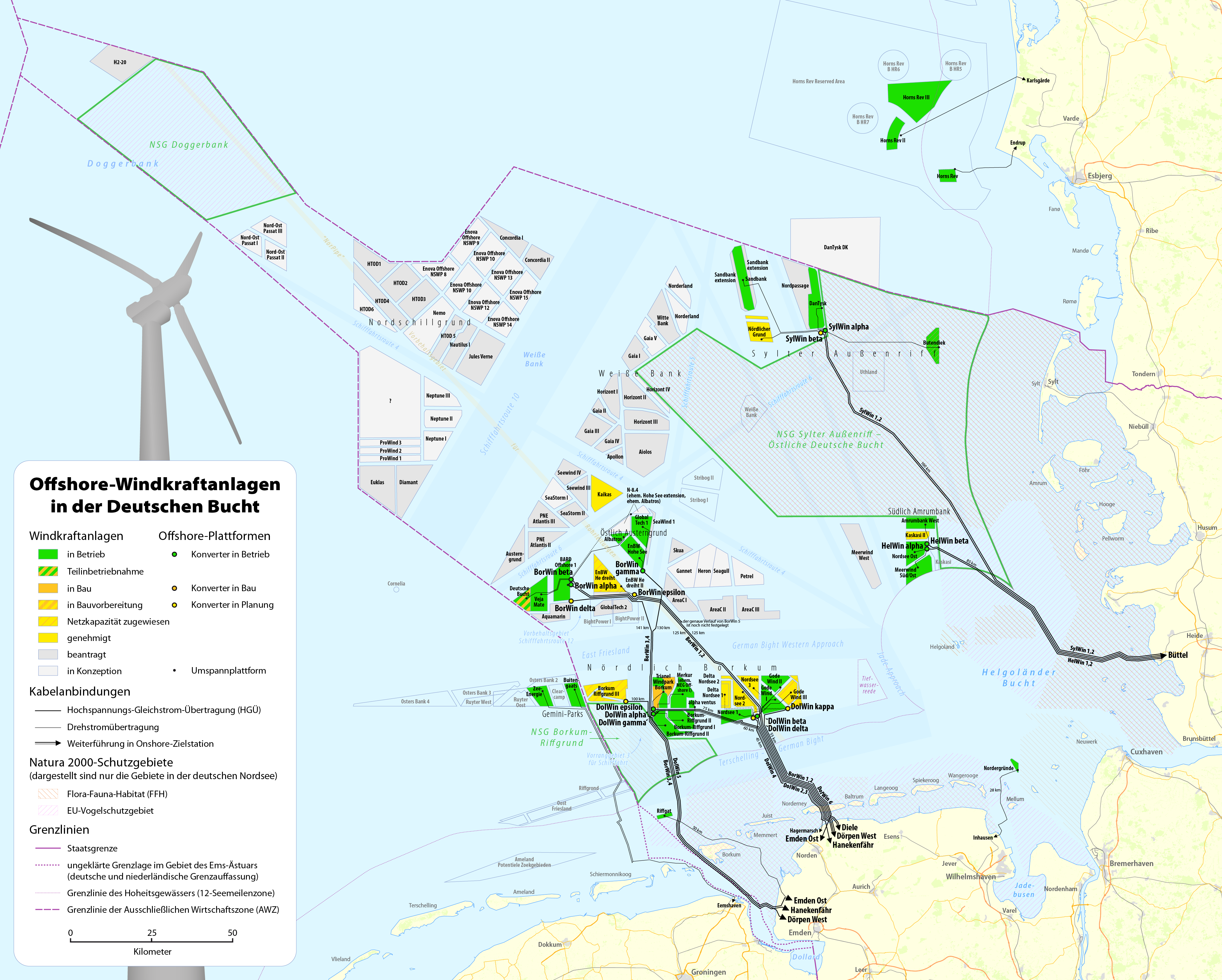
Butendiek dans les parcs éolien de la baie Allemande

Butendiek est un projet de ferme éolienne offshore situé en mer du Nord à environ 35 kilomètres au large de la côte ouest de l'île de Sylt, dans le Schleswig-Holstein, en Allemagne.
La ferme se composera de 80 turbines Siemens pour une capacité prévue de 288 mégawatt.
La construction est prévue entre le premier semestre 2014 et la mi-2015 pour un total de 1,4 milliard d'euros d'investissement.